# Nuncjatura Apostolska w Turcji
Nuncjatura Apostolska w Turcji – misja dyplomatyczna Stolicy Apostolskiej w Turcji. Siedziba nuncjusza apostolskiego mieści się w Ankarze. Obecnym nuncjuszem jest Polak abp Marek Solczyński. Pełni on swą funkcję od 2 lutego 2022.
Nuncjusze apostolscy w Turcji akredytowani są również w Turkmenistanie (od 3 kwietnia 1997) i w Azerbejdżanie (od 7 kwietnia 2018).

## Historia
W 1868 papież Pius IX powołał Delegaturę Apostolską w Konstantynopolu w ówczesnej stolicy Imperium Osmańskiego. Po przemianach politycznych w tym kraju, w 1930 zmieniono nazwę na Delegatura Apostolska w Turcji. W 1960 została ona wyniesiona do rangi internuncjatury apostolskiej.
W 1966 papież Paweł VI podniósł Internuncjaturę Apostolską w Turcji do rangi nuncjatury apostolskiej.

## Szefowie misji dyplomatycznej Stolicy Apostolskiej w Imperium Osmańskim i w Turcji

### Delegaci apostolscy w Konstantynopolu
- do 1887 brak danych
- abp Augusto Bonetti CM (1887-1904) Włoch
- abp Vincent Sardi di Rivisondoli (1908–1914) Włoch; jednocześnie wikariusz apostolski Konstantynopola
- abp Angelo Maria Dolci (1914–1922) Włoch; jednocześnie wikariusz apostolski Konstantynopola i w latach 1918–1922 delegat apostolski w Persji
- abp Ernesto Eugenio Filippi (1923–1925) Włoch
- abp Angelo Rotta (1925–1930) Włoch; jednocześnie administrator apostolski wikariatu apostolskiego Konstantynopola

### Delegaci apostolscy w Turcji
- abp Carlo Margotti (1930–1934) Włoch; jednocześnie administrator apostolski wikariatu apostolskiego Konstantynopola i od 1931 delegat apostolski w Grecji
- św. abp Angelo Giuseppe Roncalli (1935–1944) Włoch; jednocześnie administrator apostolski wikariatu apostolskiego Konstantynopola i delegat apostolski w Grecji - późniejszy papież Jan XXIII
- abp Alcide Marina CM (1945–1947) Włoch; jednocześnie administrator apostolski wikariatu apostolskiego Konstantynopola
- abp Andrea Cassulo (1947–1952) Włoch; jednocześnie administrator apostolski wikariatu apostolskiego Konstantynopola
- abp Paolo Bertoli (1952–1953) Włoch; jednocześnie administrator apostolski wikariatu apostolskiego Konstantynopola
- abp Giacomo Testa (1953–1959) Włoch; jednocześnie administrator apostolski wikariatu apostolskiego Konstantynopola

### Internuncjusz apostolski
- abp Francesco Lardone (1960–1966) Włoch; jednocześnie administrator apostolski wikariatu apostolskiego Konstantynopola

### Pronuncjusze apostolscy
- abp Saverio Zupi (1966–1969) Włoch; jednocześnie administrator apostolski wikariatu apostolskiego Konstantynopola i w latach 1966–1967 administrator apostolski archidiecezji Izmir
- abp Salvatore Asta (1969–1984) Włoch; do 1974 jednocześnie administrator apostolski wikariatu apostolskiego Konstantynopola

### Nuncjusze apostolscy
- abp Sergio Sebastiani (1985–1994) Włoch
- abp Pier Luigi Celata (1995–1999) Włoch
- abp Luigi Conti (1999–2001) Włoch
- abp Edmond Farhat (2001–2005) Libańczyk
- abp Antonio Lucibello (2005–2015) Włoch
- abp Paul Russell (2016–2022) Amerykanin
- abp Marek Solczyński (od 2022) Polak